# Logan Williams
Logan Williams (Vancouver, 2003. április 9. – Port Coquitlam, 2020. április 2.) kanadai színész.
Legismertebb alakítása a Flash – A Villám című sorozatban volt, a fiatal Barry Allen szerepében.

## Fiatalkora
2003. április 9-én született Brit Columbiában, Vancouverben, és a közeli Coquitlam városában nőtt fel. Családjában ő volt az egyetlen gyermek, még unokatestvérei sem voltak. Williams a Port Coquitlam területen lévő Terry Fox Középiskolában tanult.

## Pályafutása
Williams első szerepét tíz évesen kapta 2014-ben a Hallmark The Color of Rain című televíziós sorozatában, ami egy olyan igazságalapú történetet mesél el, melyben két, közeli hozzátartozóit elveszítő család válik eggyé.
2014–15-től Williams alakította a The CW Television Network Flash – A Villám sorozatában  Grant Gustin Barry Allenjének fiatalkori változatát, és az első két évadban összesen nyolc alkalommal szerepelt. Gustin megjegyezte, hogy „nem csak Logan tehetsége nyűgözte le, hanem professzionalizmusa is.” egy másik munkatársa, John Wesley Shipp, megjegyezte, hogy Williams "100%-ig elhivatottan játszotta” a szerepeit, és ezért szerették. Annak ellenére, hogy a Flash második évadában ritkábban szerepelt, kapott egy külön autogramos kártyát az ezen évadhoz készített gyűjtői sorozatban, ahogy ez történt az első esetében is. Williams a  SAG-AFTRA tagja is volt. 2014. és 2016. között 13 alkalommal formálta meg Miles Montgomeryt a When Calls the Heart sorozatban, és az ő szerepe volt Max Johnson az Odaátban. Szerepelt a Suttogókban is.
Több színészi díjra is jelölték, melyek közül volt, amit meg is kapott, melyek között volt több Joeys díj is. A Barry Allenként nyújtott alakításáért elnyerte a Joey Award for 'Best Actor in a TV Drama Recurring Role 8–12 Years'. díjat. Jelölték a 2015-ös ACTRA legjobb újonca díjra is.

## Halála
Williams 2020. április 2-án, 16 évesen halt meg. Kezdetben a halál okát nem hozták nyilvánosságra. A Gustin visszaemlékezésében azt írta, a hírek „sokkolóak” voltak, szerintük William halála hirtelen volt, és utalt „azokra a furcsa és megpróbáltatásokkal teli időre is”, melyeket át kellett élnie. A When Calls the Heart filmben vele együtt játszó Erin Krakow azt írta, „összetört a szíve”.
A kanadai médiának édesanyja számolt be a halálesetről, aki elmondta, hogy a Covid19-pandémia miatt elrendelt társadalmi távolságtartás miatt nem tudtak együtt lenni.

## Szerepei
| Év        | Cím                  | Szerep                   | Megjegyzés            |
| --------- | -------------------- | ------------------------ | --------------------- |
| 2014-2016 | When Calls the Heart | Miles Montgomery / Miles | TV sorozat, 12 epizód |
| 2015      | Odaát                | Max Johnson              | TV sorozat, 1 epizód  |
| 2014-2015 | Flash – A Villám     | fiatal Barry Allen       | TV sorozat, 8 epizód  |
| 2015      | Suttogók             | Young Eliot              | TV sorozat, 2 epizód  |
| 2014      | The Color of Rain    | Jack                     | TV film               |